# Pieptene

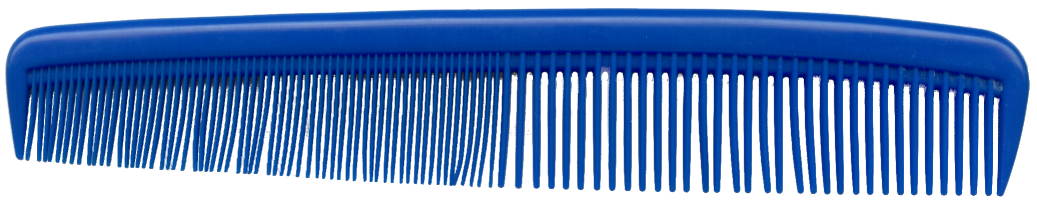
Un pieptene

Pieptenele este un obiect de toaletă confecționat din os, metal, materiale plastice sau altele, cu dinți mărunți, care servește la descurcatul, netezitul, aranjatul sau curățatul părului sau a fibrelor textile. Pieptenii ca unelte sunt folosiți de foarte mult timp, unele astfel de obiecte descoperite de către arheologi datând încă de acum cinci mii de ani.

## Istoric

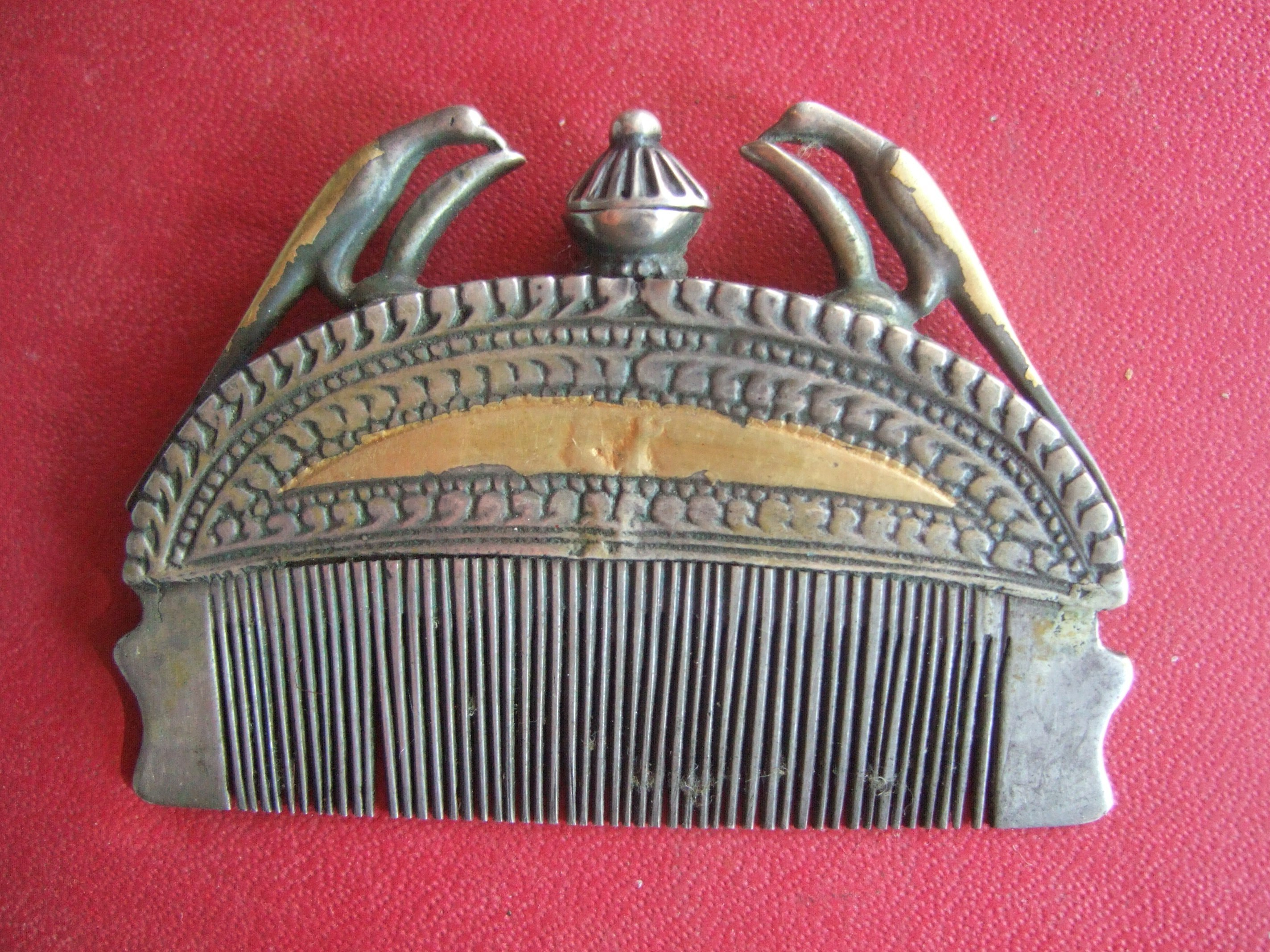
Pieptene indian pentru menținerea părului în poziție, ornamentat cu două păsări. După scoaterea astupătoarei se putea turna parfum pentru a umezi dinții.

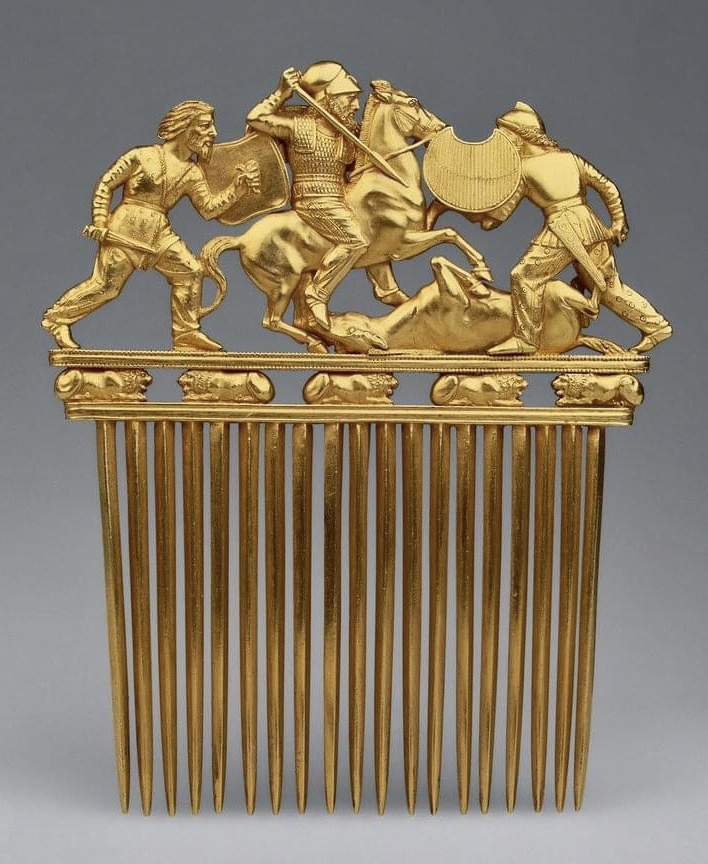
„Pieptenele de la Soloka”

Cele mai vechi pieptene erau făcute din os, fildeș și lemn. Abia mai târziu au apărut și cele din argint, alamă. Arheologii au găsit pieptene vechi de cinci mii de ani în vechea Persie. Un foarte prețios pieptene din aur a fost găsit, datând din anii 400 înainte de Hristos în Ucraina de astăzi - teritoriu în care la acea vreme se găseau sciții. Așa-numitul pieptene din Soloka are în loc de mâner o sculptură în miniatură cu trei bărbați, cel din mijloc călare pe un cal, gata să străpungă cu sulița un animal. Însă în antichitate, pieptenul nu era utilizat doar pentru îndreptarea părului, ci și pentru îndepărtarea paraziților precum păduchii sau puricii. Această întrebuințare era însă periculoasă pentru ceilalți, întrucât cei care foloseau în comun un pieptene contaminat puteau împrumuta paraziții de la unul la altul. Este posibil ca acest lucru să fi contribuit la răspândirea ciumei negre.
În 1869 doi americani, Isaiah și John Hyatt încercau să găsească un înlocuitor pentru fildeș. Descoperirea lor, celuloidul, a revoluționat procesul de fabricare a pieptenelor, acestea putând fi fabricate mai repede și mai ieftin. Celuloidul putea imita atât fildeșul cât și carapacea de țestoasă, din care încă se mai făceau pe alocuri piepteni.
Între timp, elefantul și o parte din țestoase au devenit specii protejate iar în prezent în afară de pieptenii din plastic sau celuloid se folosesc, mai rar, piepteni din lemn.

## Materiale
Pieptenele pot fi făcute din mai multe materiale dar de obicei sunt făcute din lemn sau plastic. Cele din fildeș sau carapace de țestoasă erau folosite în trecut dar îngrijorarea că speciile de animale care le produceau vor ajunge pe cale de dispariție a redus mult popularitatea lor. Atunci când sunt făcute din lemn, pieptenele sunt adesea făcute din lemn de cireș și pentru o calitate mai mare sunt făcute manual și sunt lustruite.
Ele pot varia în forme și dimensiuni în funcție de întrebuințarea lor. Cele destinate aranjării părului au un mâner îngust și dinți apropiați. Majoritatea au dinți mai mari la un capăt și dinți mai mici la celălalt.

## Întrebuințări
Pieptenele este folosit de obicei la așezarea și cizelarea părului sau la ținerea părului lung într-o anumită formă sau poziție însă în unele popoare, printre care și românii, ele sunt folosite ca podoabe pe care fetele le poartă în păr.
În industria textilă, ele sunt folosite la separarea fibrelor de bumbac de semințe și alte mizerii ce s-ar putea găsi printre fibre.
Pieptenele sunt o probă prețioasă pentru o echipă de investigație deoarece de pe acestea se pot culege cu ușurință fire de păr sau de mătreață care pot fi folosite la identificarea persoanelor de la care provin precum și a stării lor de sănătate, profilului toxicologic, ș.a.m.d. O caracteristică mai neobișnuită a pieptenelui este aceea că îndoind o frunză subțire sau o bucată de plastic subțire sau o foaie de hârtie subțire peste o parte a pieptenelui și suflând sau fredonând cu buzele pe cealaltă parte a pieptenelui va amplifica sunetul și va produce „muzică”. De altfel, el acționează ca un lamelofon.

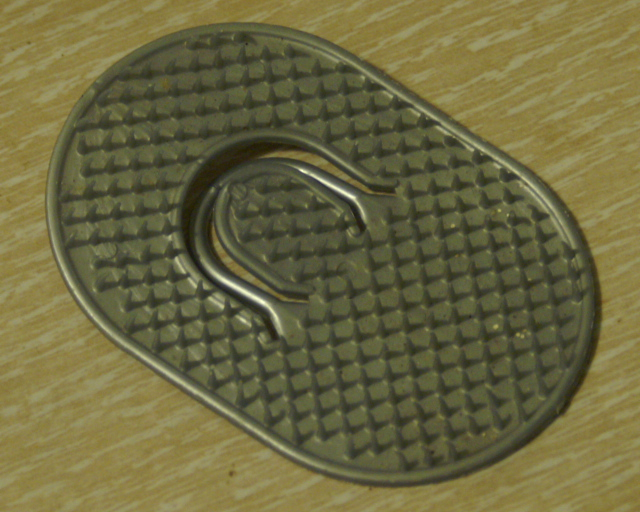
Pieptene pentru persoane care au puțin păr pe cap

Există și pieptene pentru persoane care suferă de căderea părului capilar, care au puțin păr pe cap sau care au părul foarte scurt. Sunt realizate astfel încât să nu zgârie scalpul și să fie ușor de mânuit.